# Championnat de Macao de football
Le championnat de Macao de football (Liga de Elite) est une compétition placée sous l'égide de la Fédération de Macao de football. 

## Fonctionnement
Les dix meilleurs clubs de Macao sont regroupés au sein d'une poule unique où ils s'affrontent deux fois, à domicile et à l'extérieur. L'équipe en tête à l'issue de la compétition est sacrée championne et se qualifie pour le tour préliminaire de la Coupe de l'AFC. Le dernier du classement est quant à lui relégué en Segunda Divisão, le deuxième niveau macanais et remplacé par le champion de D2.

## Palmarès
- 1949 : Polícia de Segurança Pública
- 1950-1972 : Inconnu
- 1973 : Polícia de Segurança Pública
- 1974-1984 : Inconnu
- 1984-1985 : Wa Seng FC
- 1985-1986 : Hap Kuan
- 1986-1987 : Hap Kuan
- 1987-1988 : Wa Seng FC
- 1988-1989 : Hap Kuan
- 1989-1990 : Hap Kuan
- 1990-1991 : Sporting Clube de Macau
- 1991-1992 : Grupo Desportivo de Lam Pak
- 1992-1993 : Leng Ngan
- 1993-1994 : Grupo Desportivo de Lam Pak
- 1994-1995 : Grupo Desportivo Artilheiros
- 1995-1996 : Grupo Desportivo Artilheiros
- 1996-1997 : Grupo Desportivo de Lam Pak
- 1997-1998 : Grupo Desportivo de Lam Pak
- 1998-1999 : Grupo Desportivo de Lam Pak
- 1999-2000 : Polícia de Segurança Pública
- 2000-2001 : Grupo Desportivo de Lam Pak
- 2001-2002 : Clube Desportivo Monte Carlo
- 2002-2003 : Clube Desportivo Monte Carlo
- 2003-2004 : Clube Desportivo Monte Carlo
- 2005 : Polícia de Segurança Pública
- 2006 : Grupo Desportivo de Lam Pak
- 2007 : Grupo Desportivo de Lam Pak
- 2007-2008 : Clube Desportivo Monte Carlo
- 2009 : Grupo Desportivo de Lam Pak
- 2010 : Windsor Arch Ka I
- 2011 : Windsor Arch Ka I
- 2012 : Windsor Arch Ka I
- 2013 : Clube Desportivo Monte Carlo
- 2014 : Casa do Sport Lisboa e Benfica
- 2015 : Casa do Sport Lisboa e Benfica
- 2016 : Casa do Sport Lisboa e Benfica
- 2017 : Casa do Sport Lisboa e Benfica
- 2018 : Casa do Sport Lisboa e Benfica
- 2019 : Chao Pak Kei
- 2020 : Casa do Sport Lisboa e Benfica
- 2021 : Chao Pak Kei
- 2022 : Chao Pak Kei
- 2023 : Chao Pak Kei
- 2024 : Casa do Sport Lisboa e Benfica

## Lien
- (en) Palmarès du championnat de Macao sur le site RSSSF.com